# Giải SAG cho nam diễn viên phụ xuất sắc nhất
Giải của Nghiệp đoàn diễn viên màn ảnh cho nam diễn viên đóng vai phụ xuất sắc (tiếng Anh: Screen Actors Guild Award for Outstanding Performance by a Male Actor in a Supporting Role) là một giải của Nghiệp đoàn diễn viên màn ảnh Hoa Kỳ dành cho nam diễn viên đóng vai phụ trong một phim, được bầu chọn là xuất sắc. Giải này được thành lập từ năm 1994.

## So sánh tuyệt đối
| So sánh tuyệt đối                                 | Nam diễn viên đóng vai chính xuất sắc | Nam diễn viên đóng vai chính xuất sắc | Nam diễn viên đóng vai phụ xuất sắc         | Nam diễn viên đóng vai phụ xuất sắc | Toàn bộ                  | Toàn bộ |
| ------------------------------------------------- | ------------------------------------- | ------------------------------------- | ------------------------------------------- | ----------------------------------- | ------------------------ | ------- |
| Người đoạt giải nhiều nhất                        | Daniel Day-Lewis                      | 2                                     | —                                           |                                     | Daniel Day-Lewis         | 2       |
| Người được đề cử nhiều nhất                       | Russell Crowe, Sean Penn              | 4                                     | Chris Cooper                                | 3                                   | Russell Crowe, Sean Penn | 4       |
| Người được đề cử nhiều nhất nhưng không đoạt giải | Denzel Washington                     | 2                                     | Don Cheadle, Chris Cooper                   | 3                                   | Chris Cooper             | 3       |
| Phim được đề cử nhiều nhất                        | Shawshank Redemption                  | 2                                     | The Birdcage, Crash, No Country for Old Men | 2                                   | Nhiều phim*              | 2       |

* As Good as It Gets, The Birdcage, Crash, Forrest Gump, Good Will Hunting, Jerry Maguire, No Country for Old Men, Pulp Fiction, Shawshank Redemption

## Các người đoạt giải và các người được đề cử

### Thập niên 1990
- 1994: Martin Landau - Ed Wood vai Bela Lugosi †
  - Samuel L. Jackson - Pulp Fiction vai Jules Winnfield
  - Chazz Palminteri - Bullets Over Broadway vai Cheech
  - Gary Sinise - Forrest Gump vai Dan Taylor
  - John Turturro - Quiz Show vai Herb Stempel
- 1995: Ed Harris - Apollo 13 vai Gene Kranz
  - Kevin Bacon - Murder in the First vai Henri Young
  - Kenneth Branagh - Othello vai Iago
  - Don Cheadle - Devil in a Blue Dress vai Mouse Alexander
  - Kevin Spacey - The Usual Suspects vai Roger "Verbal" Kint †
- 1996: Cuba Gooding, Jr. - Jerry Maguire vai Rod Tidwell †
  - Hank Azaria - The Birdcage vai Agador
  - Nathan Lane - The Birdcage vai Albert Goldman
  - William H. Macy - Fargo vai Jerry Lundegaard
  - Noah Taylor - Shine vai David Helfgott (trẻ)
- 1997: Robin Williams - Good Will Hunting vai Sean Maguire †
  - Billy Connolly - Mrs. Brown vai John Brown
  - Anthony Hopkins - Amistad vai John Quincy Adams
  - Greg Kinnear - As Good as It Gets vai Simon Bishop
  - Burt Reynolds - Boogie Nights vai Jack Horner
- 1998: Robert Duvall - A Civil Action vai Jerome Facher
  - James Coburn - Affliction vai Glen Whitehouse †
  - David Kelly - Waking Ned Devine vai Michael O'Sullivan
  - Geoffrey Rush - Shakespeare in Love vai Philip Henslowe
  - Billy Bob Thornton - A Simple Plan vai Jacob Mitchell
- 1999: Michael Caine - The Cider House Rules vai Wilbur Larch †
  - Chris Cooper - American Beauty vai Frank Fitts
  - Tom Cruise - Magnolia vai Frank "T.J." Mackey
  - Michael Clarke Duncan - The Green Mile vai John Coffey
  - Haley Joel Osment - The Sixth Sense vai Cole Sear

### Thập niên 2000
- 2000: Albert Finney – Erin Brockovich vai Edward L. Masry
  - Jeff Bridges – The Contender vai Jackson Evans
  - Willem Dafoe – Shadow of the Vampire vai Max Schreck
  - Joaquin Phoenix – Gladiator vai Commodus
  - Gary Oldman – The Contender vai Sheldon Runyon
- 2001: Ian McKellen – The Lord of the Rings: The Fellowship of the Ring vai Gandalf
  - Jim Broadbent – Iris vai John Bayley †
  - Hayden Christensen – Life as a House vai Sam Monroe
  - Ethan Hawke – Training Day vai Jake Hoyt
  - Ben Kingsley – Sexy Beast vai Don Logan
- 2002: Christopher Walken – Catch Me If You Can vai Frank Abagnale, Sr.
  - Chris Cooper – Adaptation. vai John Laroche †
  - Ed Harris – The Hours vai Richard Brown
  - Alfred Molina – Frida vai Diego Rivera
  - Dennis Quaid – Far from Heaven vai Frank Whitaker
- 2003: Tim Robbins – Mystic River vai Dave Boyle †
  - Alec Baldwin – The Cooler vai Shelly Kaplow
  - Chris Cooper – Seabiscuit vai Tom Smith
  - Benicio del Toro – 21 Grams vai Jack Jordan
  - Ken Watanabe – The Last Samurai vai Katsumoto
- 2004: Morgan Freeman – Million Dollar Baby vai Eddie "Scrap-Iron" Dupris †
  - James Garner – The Notebook vai Duke
  - Jamie Foxx – Collateral vai Max Durocher
  - Thomas Haden Church – Sideways vai Jack
  - Freddie Highmore – Finding Neverland vai Peter Llewelyn Davies
- 2005: Paul Giamatti – Cinderella Man vai Joe Gould
  - Don Cheadle – Crash vai Graham Waters
  - George Clooney – Syriana vai Bob Barnes †
  - Matt Dillon – Crash vai John Ryan
  - Jake Gyllenhaal – Brokeback Mountain vai Jack Twist
- 2006: Eddie Murphy – Dreamgirls vai James "Thunder" Early
  - Alan Arkin – Little Miss Sunshine vai Edwin Hoover †
  - Leonardo DiCaprio – The Departed vai William "Billy" Costigan, Jr.
  - Jackie Earle Haley – Little Children vai Ronald James McGorvey
  - Djimon Hounsou – Blood Diamond vai Solomon Vandy
- 2007: Javier Bardem – No Country for Old Men vai Anton Chigurh †
  - Casey Affleck – The Assassination of Jesse James by the Coward Robert Ford vai Robert Ford
  - Hal Holbrook – Into the Wild vai Ron Franz
  - Tommy Lee Jones – No Country for Old Men vai Ed Tom Bell
  - Tom Wilkinson – Michael Clayton vai Arthur Edens
- 2008: Heath Ledger – The Dark Knight vai The Joker †
  - Josh Brolin – Milk vai Dan White
  - Robert Downey, Jr. – Tropic Thunder vai Kirk Lazarus
  - Philip Seymour Hoffman – Doubt vai Brendan Flynn
  - Dev Patel – Slumdog Millionaire vai Jamal Malik

## Linh tinh
Chỉ có 7 trường hợp mà nam diễn viên đoạt giải này, không đoạt được giải Oscar cho nam diễn viên phụ xuất sắc nhất. Đó là:
- 1995: Harris (Apollo 13) (thua Spacey, phim (The Usual Suspects)
- 1998: Duvall (A Civil Action) (thua Coburn, phim (Affliction)
- 2000: Finney (Erin Brockovich) (thua Benicio Del Toro, phim (Traffic). Đây cũng là lần thứ nhất mà nam diễn viên đoạt giải Oscar không được đề cử cho giải này.
- 2001: McKellen (The Lord of the Rings: The Fellowship of the Ring) (thua Broadbent, phim (Iris)
- 2002: Walken (Catch Me If You Can) (thua Cooper, phim (Adaptation)
- 2005: Giamatti (Cinderella Man) (thua Clooney, phim (Syriana)
- 2006: Murphy (Dreamgirls) (thua Arkin, phim (Little Miss Sunshine)